# Sheffield (Alabama)
Sheffield is een plaats (city) in het noordwesten van de Amerikaanse staat Alabama. Bestuurlijk gezien valt Sheffield onder Colbert County.

## Demografie
Bij de volkstelling in 2000 werd het aantal inwoners vastgesteld op 9652.
In 2006 is het aantal inwoners door het United States Census Bureau geschat op 9232, een daling van 420 (-4,4%).

## Geografie
Sheffield ligt in het Florence-Muscle Shoals Metropolitan Area. Volgens het United States Census Bureau beslaat de plaats een oppervlakte van 17,1 km², waarvan 17,0 km² land en 0,1 km² water. Sheffield ligt aan de zuidoever van de Tennessee River.

## Plaatsen in de nabije omgeving
De onderstaande figuur toont nabijgelegen plaatsen in een straal van 16 km rond Sheffield.

## Geboren
- Willie Ruff (1931-2023), jazzmuzikant en componist
- Fred Thompson (1942-2015), advocaat, openbaar aanklager, Republikeins politicus en acteur